# Lars G. Lindström
Lars Gunnar Lindström, född 21 september 1955 i Vännäs, Västerbotten, är en svensk filmproducent, manusförfattare, dramatiker, skådespelare och regissör. Mellan 2009 och 2012 var han filmkonsulent vid Svenska Filminstitutet.

## Filmmanus i urval
- 1993 – Stora och små män

## Producent
- 2004 – Babylonsjukan
- 2007 – Den man älskar
- 2018 – Unga Astrid
- 2020 – Charter

## Filmografi roller i urval
- 1996 – Jägarna
- 1999 – Lusten till ett liv